# Танцуют все! (СТБ)
«Танцуют все!» (укр. Танцюють всі!) — танцевальное шоу талантов, выходившее на украинском телеканале СТБ в 2008—2016 годах.

### История проекта
«Танцуют все!» — украинская адаптация британского шоу «So You Think You Can Dance?» («Ты думаешь, что умеешь танцевать?»). Участником может стать любой, кто желает доказать, что умеет танцевать. Шоу «So You Think You Can Dance», созданное Саймоном Фулером и Найджелом Литко, стартовало в США в 2005 году. Из тысяч претендентов выбирают двадцатку лучших танцоров (10 девушек и 10 парней), которые на протяжении 9 недель соревнуются в прямом эфире за звание лучшего танцора страны.
9 марта 2012 года на телеканале СТБ стартовал новый танцевальный проект собственного производства «Танцуют все! Возвращение героев», в котором примут участие самые полюбившиеся зрителю пары из четырёх сезонов проекта «Танцуют все!».
По истечении 9 сезонов было объявлено о закрытии проекта.

## Жюри
|                        | Первый сезон | Второй сезон | Третий сезон | Четвертый сезон | Возвращение героев | Пятый сезон | Шестой сезон | Седьмой сезон | Восьмой сезон | Девятый сезон |
| ---------------------- | ------------ | ------------ | ------------ | --------------- | ------------------ | ----------- | ------------ | ------------- | ------------- | ------------- |
| Влад Яма               | Судья        | Судья        | Судья        | Судья           | Судья              | Судья       | Судья        | Судья         | Судья         | Судья         |
| Татьяна Денисова       | Судья        | Судья        | Судья        | Судья           | Судья              | Судья       | Судья        | Судья         | Судья         | Судья         |
| Алексей Литвинов       | Судья        | Судья        | Судья        | Судья           | Судья              |             |              |               |               |               |
| Франциско Гомес        | Судья        | Судья        | Судья        | Судья           | Судья              |             | Судья        |               |               |               |
| Раду Поклитару         |              |              |              |                 |                    | Судья       | Судья        | Судья         |               | Судья         |
| Константин Томильченко |              |              |              |                 |                    | Судья       | Судья        | Судья         | Судья         |               |
| Александр Бобик        | Судья        |              |              |                 |                    | Судья       |              |               |               |               |
| Алла Рубина            | Судья        |              |              |                 |                    |             |              |               |               |               |

## Ведущие
- Лилия Ребрик
- Дмитрий Танкович[4]

## Сезоны
| Сезон | Год выпуска                           | Победитель                     | Финалисты                                               | Участники | Судьи                                                                                |
| ----- | ------------------------------------- | ------------------------------ | ------------------------------------------------------- | --- | ------------------------------------------------------------------------------------ |
| 1     | С 12 сентября 2008 по 31 декабря 2008 | Александр Останин              | Саша Лещенко Натали Кротова Мариам Туркменбаева         | Оля Голдис, Макс Пекний, Тоня Руденко, Коля Бойченко, Даша Маликова, Евгений Кот, Вика Мартынова, Михаил Смагин, Маша Безякина, Денис Христюк, Лида Шрамко, Олег Жежель, Яна Дудник, Денис Миргоязов, Люба Зарембо, Вадим Лященко                                                                               | Франциско Гомес Александр Бобик Алексей Литвинов Владислав Яма                       |
| 2     | C 4 сентября 2009 по 25 декабря 2009  | Наталья Лигай                  | Катя Бухтиярова Евгений Карякин Сергей Змеёк            | Илона Гвоздёва, Роман Дмитрик, Вика Скицкая, Артем Гордеев, Катя Карякина, Андрей Гуцал, Инна Мазуренко, Артем Волосов, Алина Низяева, Олег Патраков, Валя Маринина, Виталий Загоруйко, Алёна Перепелица, Андрей Глушик, Ярослава Слонова, Игорь Горбонос                                                       | Франциско Гомес Алексей Литвинов Владислав Яма Татьяна Денисова                      |
| 3     | C 3 сентября 2010 по 24 декабря 2010  | Саша Геращенко                 | Никита Ерёмин Аня Тесля Анжела Карасёва                 | Марта Жир, Женя Панченко, Елена Пуль, Антон Киба, Женя Дехтяренко, Антон Давиденко, Женя Храмова, Федор Хашалов, Тисато Исикава, Макар Киливник, Дарья Ольховская, Макс Оробец, Юлия Сахневич, Костя Коваль, Адриана Костецкая, Юджин Кулаковский                                                               | Франциско Гомес Алексей Литвинов Владислав Яма Татьяна Денисова                      |
| 4     | C 2 сентября 2011 по 23 декабря 2011  | Вася Козарь                    | Родион Фархшатов Тисато Исикава Галя Пеха               | Катя Белявская, Сергей Поярков, Маша Козлова, Толик Сачивко, Зоя Саганенко, Илья Верменич, Лида Соклакова, Иван Дроздов, Юлия Кудинова, Виталий Савченко, Настя Сергеева, Саша Варенко, Лена Игнатьева, Виталий Галкин, Настя Рычкова, Макс Бочагин                                                             | Франциско Гомес Алексей Литвинов Владислав Яма Татьяна Денисова                      |
| В/Г   | С 9 марта 2012 по 25 мая 2012         | Женя Кот и Мариам Туркменбаева | Вася Козарь Катя Белявская Роман Дмитрик Илона Гвоздёва | Наталья Лигай, Женя Карякин, Марта Жир, Саша Геращенко, Галя Пеха, Толик Сачивко, Анжела Карасёва, Антон Киба, Тисато Исикава, Илья Верменич, Елена Пуль(Аня Тесля), Женя Панченко, Даша Маликова, Коля Бойченко, Катя Бухтиярова, Сергей Змеёк, Тоня Руденко, Саша Останин                                     | Франциско Гомес Алексей Литвинов Владислав Яма Татьяна Денисова                      |
| 5     | С 31 августа 2012 по 28 декабря 2012  | Ильдар Тагиров                 | Ольга Шаповалова Антон Рыбальченко Александр Волков     | Анна Единак, Данила Ситников, Светлана Камбур, Дмитрий Чопенко, Никита Василенко, Полина Бокова, Татьяна Данилевская, Анжелика Николаева, Алиса Зайцева, Алексей Кучеренко, Артём Шошин, Софья Чаудхари, Влад Корсуненко, Соня Геворкян, Екатерина Губская, Юлиан Цуркану, Жанна Терентьева, Евгений Рогозенко  | Владислав Яма Татьяна Денисова Раду Поклитару Константин Томильченко                 |
| 6     | С 30 августа 2013 по 27 декабря 2013  | Владимир Раков                 | Яна Заец Дмитрий Щебет Никита Кравченко                 | Елена Головань, Алиса Доценко, Илья Кисельников, Александр Семенов, Ирина Крейдина, Олег Клевакин,Андрей Калугин, Валерия Фефилова, Анастасия Колисниченко, Антон Пануфник, Дмитрий Олейников, Экгерт Серен Номм, Анастасия Яворская, Ольга Трегуб, Юлия Лад, Елизавета Оспищева, Сергей Авакян, Ульяна Головий | Франциско Гомес Владислав Яма Татьяна Денисова Раду Поклитару Константин Томильченко |
| 7     | 29 августа 2014 по 30 декабря 2014    | Даниель Сибилли                | Дмитрий Масленников Екатерина Клишина Анна Николенко    | Илья Падзина,Яна Абраимова,Борис Шипулин,Надежда Апполонова,Олег Татаринов,Елена Белоконь,Виталий Новиков,Юлиана Дякив,Наталья Печерная,Алена Ануфриева,Мишель,Назар Грабарь,Анна Левченко,Александр Альшанов,Марта Брижан,Сергей Осирный,Сергей Другов,Катя Барвинская                                         | Владислав Яма Раду Поклитару Татьяна Денисова Константин Томильченко                 |
| 8     | 28 августа 2015 по 25 декабря 2015    | Ильдар Гайнутдинов             | Илья Чижик Элина Антонова Анна Коростелева              | | Татьяна Денисова Константин Томильченко Владислав Яма                                |

## Суперфиналисты
|  |  |

| Сезон | Премьерный выпуск | Финальный выпуск | Победитель          | Второе место        | Третье место        | Четвёртое место  | Ведущие                       | Судьи                                                           | Судьи                        |
| Сезон | Премьерный выпуск | Финальный выпуск | Победитель          | Второе место        | Третье место        | Четвёртое место  | Ведущие                       | Постоянные                                                      | Гости                        |
| ----- | ----------------- | ---------------- | ------------------- | ------------------- | ------------------- | ---------------- | ----------------------------- | --------------------------------------------------------------- | ---------------------------- |
| 1     | 12 сентября 2008  | 31 декабря 2008  | Александр Останин   | Александр Лещенко   | Мариам Туркменбаева | Натали Кротова   | Лилия Ребрик                  | Влад Яма Франциско Гомес Александр Бобик Алексей Литвинов       | Алла Рубина Татьяна Денисова |
| 2     | 4 сентября 2009   | 25 декабря 2009  | Наталья Лигай       | Катерина Бухтиярова | Евгений Карякин     | Сергей Змеёк     | Лилия Ребрик Дмитрий Танкович | Влад Яма Франциско Гомес Татьяна Денисова Алексей Литвинов      |                              |
| 3     | 3 сентября 2010   | 24 декабря 2010  | Александр Геращенко | Никита Ерёмин       | Анна Тесля          | Анжела Карасёва  | Лилия Ребрик Дмитрий Танкович | Влад Яма Франциско Гомес Татьяна Денисова Алексей Литвинов      |                              |
| 4     | 2 сентября 2011   | 23 декабря 2011  | Василий Козарь      | Родион Фархшатов    | Тисато Исикава      | Галина Пеха      | Лилия Ребрик Дмитрий Танкович | Влад Яма Франциско Гомес Татьяна Денисова Алексей Литвинов      |                              |
| ВГ    | 9 марта 2012      | 25 мая 2012      | Евгений Кот         | Василий Козарь      | Роман Дмитрик       |                  | Лилия Ребрик Дмитрий Танкович | Влад Яма Франциско Гомес Татьяна Денисова Алексей Литвинов      |                              |
| ВГ    | 9 марта 2012      | 25 мая 2012      | Мариам Туркменбаева | Екатерина Белявская | Илона Гвоздёва      |                  | Лилия Ребрик Дмитрий Танкович | Влад Яма Франциско Гомес Татьяна Денисова Алексей Литвинов      |                              |
| 5     | 31 августа 2012   | 28 декабря 2012  | Ильдар Тагиров      | Ольга Шаповалова    | Антон Рыбальченко   | Александр Волков | Лилия Ребрик Дмитрий Танкович | Влад Яма Константин Томильченко Татьяна Денисова Раду Поклитару | Александр Бобик              |
| 6     | 30 августа 2013   | 27 декабря 2013  | Владимир Раков      | Яна Заяц            | Дмитрий Щебет       | Никита Кравченко | Лилия Ребрик Дмитрий Танкович | Влад Яма Константин Томильченко Татьяна Денисова Раду Поклитару | Франциско Гомес              |
| 7     | 29 августа 2014   |                  | Даниель Сибилли     | Дмитрий Масленников | Екатерина Клишина   | Анна Николенко   | Лилия Ребрик Дмитрий Танкович | Влад Яма Константин Томильченко Татьяна Денисова Раду Поклитару | N/A                          |
| 8     | 28 августа 2015   | 25 декабря 2015  | Ильдар Гайнутдинов  | Элина Антонова      | Илья Чижик          | Анна Коростелева | Лилия Ребрик Дмитрий Танкович | Влад Яма Константин Томильченко Татьяна Денисова                |                              |
| 9     | 2 сентября 2016   | 30 декабря 2016  | Михай Унгурян       | Влад Курочка        | Влад Литвиненко     | Богдан Урхов     | Лилия Ребрик Дмитрий Танкович | Влад Яма Константин Томильченко Татьяна Денисова Раду Поклитару | Ричард Горн Open Kids        |

## Участники 1 сезона
1. Александр Останин, 1 место, Одесса, 23 лет
2. Саша Лещенко, 2 место, Александрия, 19 лет
3. Мариам Туркменбаева, 3 место, Севастополь, 18 лет
4. Наташа Кротова, 4 место, Черкассы, 24 года
5. Оля Голдис, Киев, 24 года
6. Макс Пекний, Армянск, 21 год
7. Тоня Руденко, Черкассы, 22 года
8. Николай Бойченко, Севастополь, 22 года
9. Даша Маликова, Красноармейск, 19 лет
10. Евгений Кот, Херсон, 20 лет
11. Вика Мартынова, Кировоград, 22 года
12. Михаил Смагин, Харьков, 19 лет
13. Маша Безякина, Киев, 21 год
14. Денис Христюк, Киев, 28 лет
15. Лида Шрамко, Стаханов, 25 лет
16. Олег Жежель, Львов, 27 лет
17. Яна Дудник, Антрацит, 23 года
18. Денис Миргозязов, Красноармейск, 25 лет
19. Люба Зарембо, Днепропетровск, 18 лет
20. Вадим Лященко, Киев, 21 год

### Резюме
| — | Участник победил в шоу                       |
| — | Участник-суперфиналист                       |
| — | Участник оказался в зоне риска               |
| — | Участник выбыл из шоу                        |
| — | Участник дисквалифицирован в связи с травмой |

| Александр Останин   |        |                   |                   |                   |                   |                   |                   |                   | 1 место           |                   |                   |                   |                   |                   |                   |                   |                   |
| Александр Лещенко   |        |                   |                   |                   |                   |                   |                   |                   | 2 место           |                   |                   |                   |                   |                   |                   |                   |                   |
| Мариам Туркменбаева |        |                   |                   |                   |                   |                   |                   |                   | 3 место           |                   |                   |                   |                   |                   |                   |                   |                   |
| Наталья Кротова     |        |                   |                   |                   |                   |                   |                   |                   | 4 место           |                   |                   |                   |                   |                   |                   |                   |                   |
| Ольга Голдис        |        |                   |                   |                   |                   |                   |                   | Выбыла            | Выбыла (8 неделя) | Выбыла (8 неделя) | Выбыла (8 неделя) | Выбыла (8 неделя) | Выбыла (8 неделя) | Выбыла (8 неделя) | Выбыла (8 неделя) | Выбыла (8 неделя) | Выбыла (8 неделя) |
| Максим Пекный       |        |                   |                   |                   |                   |                   |                   | Выбыл             | Выбыл (8 неделя)  | Выбыл (8 неделя)  | Выбыл (8 неделя)  | Выбыл (8 неделя)  | Выбыл (8 неделя)  | Выбыл (8 неделя)  | Выбыл (8 неделя)  | Выбыл (8 неделя)  | Выбыл (8 неделя)  |
| Антонина Руденко    |        |                   |                   |                   |                   |                   | Выбыла            | Выбыла (7 неделя) | Выбыла (7 неделя) | Выбыла (7 неделя) | Выбыла (7 неделя) | Выбыла (7 неделя) | Выбыла (7 неделя) | Выбыла (7 неделя) | Выбыла (7 неделя) | Выбыла (7 неделя) |                   |
| Николай Бойченко    |        |                   |                   |                   |                   |                   | Выбыл             | Выбыл (7 неделя)  | Выбыл (7 неделя)  | Выбыл (7 неделя)  | Выбыл (7 неделя)  | Выбыл (7 неделя)  | Выбыл (7 неделя)  | Выбыл (7 неделя)  | Выбыл (7 неделя)  | Выбыл (7 неделя)  |                   |
| Дарья Маликова      |        |                   |                   |                   |                   | Выбыла            | Выбыла (6 неделя) | Выбыла (6 неделя) | Выбыла (6 неделя) | Выбыла (6 неделя) | Выбыла (6 неделя) | Выбыла (6 неделя) | Выбыла (6 неделя) | Выбыла (6 неделя) | Выбыла (6 неделя) |                   |                   |
| Евгений Кот         |        |                   |                   |                   |                   | Выбыл             | Выбыл (6 неделя)  | Выбыл (6 неделя)  | Выбыл (6 неделя)  | Выбыл (6 неделя)  | Выбыл (6 неделя)  | Выбыл (6 неделя)  | Выбыл (6 неделя)  | Выбыл (6 неделя)  | Выбыл (6 неделя)  |                   |                   |
| Виктория Мартынова  |        |                   |                   |                   | Выбыла            | Выбыла (5 неделя) | Выбыла (5 неделя) | Выбыла (5 неделя) | Выбыла (5 неделя) | Выбыла (5 неделя) | Выбыла (5 неделя) | Выбыла (5 неделя) | Выбыла (5 неделя) | Выбыла (5 неделя) |                   |                   |                   |
| Михаил Смагин       |        |                   |                   |                   | Выбыл             | Выбыл (5 неделя)  | Выбыл (5 неделя)  | Выбыл (5 неделя)  | Выбыл (5 неделя)  | Выбыл (5 неделя)  | Выбыл (5 неделя)  | Выбыл (5 неделя)  | Выбыл (5 неделя)  | Выбыл (5 неделя)  |                   |                   |                   |
| Мария Безякина      |        |                   |                   | Выбыла            | Выбыла (4 неделя) | Выбыла (4 неделя) | Выбыла (4 неделя) | Выбыла (4 неделя) | Выбыла (4 неделя) | Выбыла (4 неделя) | Выбыла (4 неделя) | Выбыла (4 неделя) | Выбыла (4 неделя) |                   |                   |                   |                   |
| Денис Христюк       |        |                   |                   | Выбыл             | Выбыл (4 неделя)  | Выбыл (4 неделя)  | Выбыл (4 неделя)  | Выбыл (4 неделя)  | Выбыл (4 неделя)  | Выбыл (4 неделя)  | Выбыл (4 неделя)  | Выбыл (4 неделя)  | Выбыл (4 неделя)  |                   |                   |                   |                   |
| Лидия Шрамко        |        |                   | Выбыла            | Выбыла (3 неделя) | Выбыла (3 неделя) | Выбыла (3 неделя) | Выбыла (3 неделя) | Выбыла (3 неделя) | Выбыла (3 неделя) | Выбыла (3 неделя) | Выбыла (3 неделя) | Выбыла (3 неделя) |                   |                   |                   |                   |                   |
| Олег Жежель         |        |                   | Выбыл             | Выбыл (3 неделя)  | Выбыл (3 неделя)  | Выбыл (3 неделя)  | Выбыл (3 неделя)  | Выбыл (3 неделя)  | Выбыл (3 неделя)  | Выбыл (3 неделя)  | Выбыл (3 неделя)  | Выбыл (3 неделя)  |                   |                   |                   |                   |                   |
| Яна Дудник          |        | Выбыла            | Выбыла (2 неделя) | Выбыла (2 неделя) | Выбыла (2 неделя) | Выбыла (2 неделя) | Выбыла (2 неделя) | Выбыла (2 неделя) | Выбыла (2 неделя) | Выбыла (2 неделя) | Выбыла (2 неделя) |                   |                   |                   |                   |                   |                   |
| Денис Миргоязов     |        | Выбыл             | Выбыл (2 неделя)  | Выбыл (2 неделя)  | Выбыл (2 неделя)  | Выбыл (2 неделя)  | Выбыл (2 неделя)  | Выбыл (2 неделя)  | Выбыл (2 неделя)  | Выбыл (2 неделя)  | Выбыл (2 неделя)  |                   |                   |                   |                   |                   |                   |
| Любовь Зарембо      | Выбыла | Выбыла (1 неделя) | Выбыла (1 неделя) | Выбыла (1 неделя) | Выбыла (1 неделя) | Выбыла (1 неделя) | Выбыла (1 неделя) | Выбыла (1 неделя) | Выбыла (1 неделя) | Выбыла (1 неделя) |                   |                   |                   |                   |                   |                   |                   |
| Вадим Ляшенко       | Выбыл  | Выбыл (1 неделя)  | Выбыл (1 неделя)  | Выбыл (1 неделя)  | Выбыл (1 неделя)  | Выбыл (1 неделя)  | Выбыл (1 неделя)  | Выбыл (1 неделя)  | Выбыл (1 неделя)  | Выбыл (1 неделя)  |                   |                   |                   |                   |                   |                   |                   |

## Участники 2 сезона
1. Наталья Лигай, 1 место, Днепропетровск, 31 год
2. Катя Бухтиярова, 2 место, Донецк, 23 года
3. Евгений Карякин, 3 место, Днепродзержинск, 24 года
4. Сергей Змеек, 4 место, Чернигов, 27 лет
5. Илона Гвоздева, Днепропетровск, 21 год
6. Роман Дмитрик, Тернополь, 21 год
7. Вика Скицкая, Запорожье, 20 лет
8. Артем Гордеев, Черкассы, 20 лет
9. Катя Карякина, Днепродзержинск, 22 года
10. Андрей Гуцал, Киев, 23 года
11. Инна Мазуренко, Херсон, 26 лет
12. Артем Волосов, Каховка, 25 лет
13. Валентина Маринина, Киев, 20 лет
14. Олег Патраков, Днепропетровск, 20 лет
15. Алина Низяева, Киев, 23 года
16. Виталий Загоруйко, Купянск, 22 года
17. Алена Перепелица, Киев, 18 лет
18. Глушик Андрес, Белгород-Днестровский, 19 лет
19. Ярослава Слонова, Запорожье, 18 лет
20. Игорь Горбонос, Днепродзержинск, 19 лет

### Резюме
| — | Участник победил в шоу                       |
| — | Участник-суперфиналист                       |
| — | Участник оказался в зоне риска               |
| — | Участник выбыл из шоу                        |
| — | Участник дисквалифицирован в связи с травмой |

| Наталья Лигай      |        |                   |                   |                    |                   |                   |                   |                   | 1 место           |                   |                   |                   |                   |                   |                   |                   |                   |
| Катя Бухтиярова    |        |                   |                   |                    |                   |                   |                   |                   | 2 место           |                   |                   |                   |                   |                   |                   |                   |                   |
| Евгений Карякин    |        |                   |                   |                    |                   |                   |                   |                   | 3 место           |                   |                   |                   |                   |                   |                   |                   |                   |
| Сергей Змеёк       |        |                   |                   |                    |                   |                   |                   |                   | 4 место           |                   |                   |                   |                   |                   |                   |                   |                   |
| Илона Гвоздёва     |        |                   |                   |                    |                   |                   |                   | Выбыла            | Выбыла (8 неделя) | Выбыла (8 неделя) | Выбыла (8 неделя) | Выбыла (8 неделя) | Выбыла (8 неделя) | Выбыла (8 неделя) | Выбыла (8 неделя) | Выбыла (8 неделя) | Выбыла (8 неделя) |
| Роман Дмитрик      |        |                   |                   |                    |                   |                   |                   | Выбыл             | Выбыл (8 неделя)  | Выбыл (8 неделя)  | Выбыл (8 неделя)  | Выбыл (8 неделя)  | Выбыл (8 неделя)  | Выбыл (8 неделя)  | Выбыл (8 неделя)  | Выбыл (8 неделя)  | Выбыл (8 неделя)  |
| Виктория Скицкая   |        |                   |                   |                    |                   |                   | Выбыла            | Выбыла (7 неделя) | Выбыла (7 неделя) | Выбыла (7 неделя) | Выбыла (7 неделя) | Выбыла (7 неделя) | Выбыла (7 неделя) | Выбыла (7 неделя) | Выбыла (7 неделя) | Выбыла (7 неделя) |                   |
| Артём Гордеев      |        |                   |                   |                    |                   |                   | Выбыл             | Выбыл (7 неделя)  | Выбыл (7 неделя)  | Выбыл (7 неделя)  | Выбыл (7 неделя)  | Выбыл (7 неделя)  | Выбыл (7 неделя)  | Выбыл (7 неделя)  | Выбыл (7 неделя)  | Выбыл (7 неделя)  |                   |
| Катерина Карякина  |        |                   |                   |                    |                   | Выбыла            | Выбыла (6 неделя) | Выбыла (6 неделя) | Выбыла (6 неделя) | Выбыла (6 неделя) | Выбыла (6 неделя) | Выбыла (6 неделя) | Выбыла (6 неделя) | Выбыла (6 неделя) | Выбыла (6 неделя) |                   |                   |
| Андрей Гуцал       |        |                   |                   |                    |                   | Выбыл             | Выбыл (6 неделя)  | Выбыл (6 неделя)  | Выбыл (6 неделя)  | Выбыл (6 неделя)  | Выбыл (6 неделя)  | Выбыл (6 неделя)  | Выбыл (6 неделя)  | Выбыл (6 неделя)  | Выбыл (6 неделя)  |                   |                   |
| Инна Мазуренко     |        |                   |                   |                    | Выбыла            | Выбыла (5 неделя) | Выбыла (5 неделя) | Выбыла (5 неделя) | Выбыла (5 неделя) | Выбыла (5 неделя) | Выбыла (5 неделя) | Выбыла (5 неделя) | Выбыла (5 неделя) | Выбыла (5 неделя) |                   |                   |                   |
| Артём Волосов      |        |                   |                   |                    | Выбыл             | Выбыл (5 неделя)  | Выбыл (5 неделя)  | Выбыл (5 неделя)  | Выбыл (5 неделя)  | Выбыл (5 неделя)  | Выбыл (5 неделя)  | Выбыл (5 неделя)  | Выбыл (5 неделя)  | Выбыл (5 неделя)  |                   |                   |                   |
| Валентина Маринина |        |                   |                   | Выбыла             | Выбыла (4 неделя) | Выбыла (4 неделя) | Выбыла (4 неделя) | Выбыла (4 неделя) | Выбыла (4 неделя) | Выбыла (4 неделя) | Выбыла (4 неделя) | Выбыла (4 неделя) | Выбыла (4 неделя) |                   |                   |                   |                   |
| Олег Патраков      |        |                   |                   | Выбыл Из за травмы | Выбыл (4 неделя)  | Выбыл (4 неделя)  | Выбыл (4 неделя)  | Выбыл (4 неделя)  | Выбыл (4 неделя)  | Выбыл (4 неделя)  | Выбыл (4 неделя)  | Выбыл (4 неделя)  | Выбыл (4 неделя)  |                   |                   |                   |                   |
| Алина Низяева      |        |                   | Выбыла            | Выбыла (3 неделя)  | Выбыла (3 неделя) | Выбыла (3 неделя) | Выбыла (3 неделя) | Выбыла (3 неделя) | Выбыла (3 неделя) | Выбыла (3 неделя) | Выбыла (3 неделя) | Выбыла (3 неделя) |                   |                   |                   |                   |                   |
| Виталий Загоруйко  |        |                   | Выбыл             | Выбыл (3 неделя)   | Выбыл (3 неделя)  | Выбыл (3 неделя)  | Выбыл (3 неделя)  | Выбыл (3 неделя)  | Выбыл (3 неделя)  | Выбыл (3 неделя)  | Выбыл (3 неделя)  | Выбыл (3 неделя)  |                   |                   |                   |                   |                   |
| Алёна Перепелица   |        | Выбыла            | Выбыла (2 неделя) | Выбыла (2 неделя)  | Выбыла (2 неделя) | Выбыла (2 неделя) | Выбыла (2 неделя) | Выбыла (2 неделя) | Выбыла (2 неделя) | Выбыла (2 неделя) | Выбыла (2 неделя) |                   |                   |                   |                   |                   |                   |
| Андрес Глушик      |        | Выбыл             | Выбыл (2 неделя)  | Выбыл (2 неделя)   | Выбыл (2 неделя)  | Выбыл (2 неделя)  | Выбыл (2 неделя)  | Выбыл (2 неделя)  | Выбыл (2 неделя)  | Выбыл (2 неделя)  | Выбыл (2 неделя)  |                   |                   |                   |                   |                   |                   |
| Ярослава Слонова   | Выбыла | Выбыла (1 неделя) | Выбыла (1 неделя) | Выбыла (1 неделя)  | Выбыла (1 неделя) | Выбыла (1 неделя) | Выбыла (1 неделя) | Выбыла (1 неделя) | Выбыла (1 неделя) | Выбыла (1 неделя) |                   |                   |                   |                   |                   |                   |                   |
| Игорь Горбонос     | Выбыл  | Выбыл (1 неделя)  | Выбыл (1 неделя)  | Выбыл (1 неделя)   | Выбыл (1 неделя)  | Выбыл (1 неделя)  | Выбыл (1 неделя)  | Выбыл (1 неделя)  | Выбыл (1 неделя)  | Выбыл (1 неделя)  |                   |                   |                   |                   |                   |                   |                   |

## Участники 3 сезона
1. Александр Геращенко, 1 место, Хорол, 22 года
2. Никита Еремин, 2 место, Харцызск, 25 лет
3. Аня Тесля, 3 место, Новая Каховка, 23 года
4. Анжела Карасева, 4 место, Запорожье, 23 года
5. Марта Жир, Днепропетровск, 18 лет
6. Евгений Панченко, Одесса, 21 год
7. Елена Пуль, Харьков, 22 года
8. Тони Киба, Теплодар, 24 года
9. Евгения Дехтяренко, Киев, 26 лет
10. Антон Давиденко, Мариуполь, 20 лет
11. Евгения Храмова, Санкт-Петербург, Россия, 28 лет
12. Федор Хашалов, Ивано-Франковск, 28 лет
13. Тисато Исикава, Аити, Япония, 20 лет
14. Макар Киливник, Макеевка, 18 лет
15. Дарья Ольховская, Кривой Рог, 22 года
16. Макс Оробец, Черкассы, 22 года
17. Юлия Сахневич, Киев, 20 лет
18. Костя Коваль, Киев, 21 год
19. Адриана Костецкая, Тернополь, 22 года
20. Юджин Кулаковский, Мелитополь, 22 года[5]

### Резюме
| — | Участник победил в шоу                       |
| — | Участник-суперфиналист                       |
| — | Участник оказался в зоне риска               |
| — | Участник выбыл(a) из шоу                     |
| — | Участник дисквалифицирован в связи с травмой |

| Александр Геращенко |           |                   |                   |                   |                   |                   |                   | Номинация         | 1 место           |                   |                   |                   |                   |                   |                   |                   |                   |
| Никита Ерёмин       |           |                   |                   |                   |                   |                   |                   |                   | 2 место           |                   |                   |                   |                   |                   |                   |                   |                   |
| Анна Тесля          |           |                   |                   |                   |                   | Номинация         |                   |                   | 3 место           |                   |                   |                   |                   |                   |                   |                   |                   |
| Анжела Карасёва     |           | Номинация         | Номинация         | Номинация         | Номинация         |                   |                   | Номинация         | 4 место           |                   |                   |                   |                   |                   |                   |                   |                   |
| Марта Жир           |           |                   |                   |                   |                   |                   | Номинация         | Выбыла            | Выбыла (8 неделя) | Выбыла (8 неделя) | Выбыла (8 неделя) | Выбыла (8 неделя) | Выбыла (8 неделя) | Выбыла (8 неделя) | Выбыла (8 неделя) | Выбыла (8 неделя) | Выбыла (8 неделя) |
| Евгений Панченко    |           |                   |                   |                   |                   |                   | Номинация         | Выбыл             | Выбыл (8 неделя)  | Выбыл (8 неделя)  | Выбыл (8 неделя)  | Выбыл (8 неделя)  | Выбыл (8 неделя)  | Выбыл (8 неделя)  | Выбыл (8 неделя)  | Выбыл (8 неделя)  | Выбыл (8 неделя)  |
| Елена Пуль          |           |                   | Номинация         |                   | Номинация         |                   | Выбыла            | Выбыла (7 неделя) | Выбыла (7 неделя) | Выбыла (7 неделя) | Выбыла (7 неделя) | Выбыла (7 неделя) | Выбыла (7 неделя) | Выбыла (7 неделя) | Выбыла (7 неделя) | Выбыла (7 неделя) |                   |
| Тони Киба           | Номинация | Номинация         | Номинация         | Номинация         | Номинация         | Номинация         | Выбыл             | Выбыл (7 неделя)  | Выбыл (7 неделя)  | Выбыл (7 неделя)  | Выбыл (7 неделя)  | Выбыл (7 неделя)  | Выбыл (7 неделя)  | Выбыл (7 неделя)  | Выбыл (7 неделя)  | Выбыл (7 неделя)  |                   |
| Евгения Дехтяренко  |           | Номинация         |                   | Выбыла            |                   | Выбыла            | Выбыла (6 неделя) | Выбыла (6 неделя) | Выбыла (6 неделя) | Выбыла (6 неделя) | Выбыла (6 неделя) | Выбыла (6 неделя) | Выбыла (6 неделя) | Выбыла (6 неделя) | Выбыла (6 неделя) |                   |                   |
| Антон Давиденко     |           |                   | Номинация         |                   | Номинация         | Выбыл             | Выбыл (6 неделя)  | Выбыл (6 неделя)  | Выбыл (6 неделя)  | Выбыл (6 неделя)  | Выбыл (6 неделя)  | Выбыл (6 неделя)  | Выбыл (6 неделя)  | Выбыл (6 неделя)  | Выбыл (6 неделя)  |                   |                   |
| Евгения Храмова     | Номинация |                   |                   | Номинация         | Выбыла            | Выбыла (5 неделя) | Выбыла (5 неделя) | Выбыла (5 неделя) | Выбыла (5 неделя) | Выбыла (5 неделя) | Выбыла (5 неделя) | Выбыла (5 неделя) | Выбыла (5 неделя) | Выбыла (5 неделя) |                   |                   |                   |
| Фёдор Хашалов       | Номинация |                   |                   | Номинация         | Выбыл             | Выбыл (5 неделя)  | Выбыл (5 неделя)  | Выбыл (5 неделя)  | Выбыл (5 неделя)  | Выбыл (5 неделя)  | Выбыл (5 неделя)  | Выбыл (5 неделя)  | Выбыл (5 неделя)  | Выбыл (5 неделя)  |                   |                   |                   |
| Тисато Исикава      |           |                   |                   |                   | Выбыла            | Выбыла (4 неделя) | Выбыла (4 неделя) | Выбыла (4 неделя) | Выбыла (4 неделя) | Выбыла (4 неделя) | Выбыла (4 неделя) | Выбыла (4 неделя) | Выбыла (4 неделя) | Выбыла (4 неделя) |                   |                   |                   |
| Макар Киливник      |           |                   |                   | Выбыл             | Выбыл (4 неделя)  | Выбыл (4 неделя)  | Выбыл (4 неделя)  | Выбыл (4 неделя)  | Выбыл (4 неделя)  | Выбыл (4 неделя)  | Выбыл (4 неделя)  | Выбыл (4 неделя)  | Выбыл (4 неделя)  |                   |                   |                   |                   |
| Дарья Ольховская    | Номинация | Номинация         | Выбыла            | Выбыла (3 неделя) | Выбыла (3 неделя) | Выбыла (3 неделя) | Выбыла (3 неделя) | Выбыла (3 неделя) | Выбыла (3 неделя) | Выбыла (3 неделя) | Выбыла (3 неделя) | Выбыла (3 неделя) |                   |                   |                   |                   |                   |
| Максим Оробец       |           | Номинация         | Выбыл             | Выбыл (3 неделя)  | Выбыл (3 неделя)  | Выбыл (3 неделя)  | Выбыл (3 неделя)  | Выбыл (3 неделя)  | Выбыл (3 неделя)  | Выбыл (3 неделя)  | Выбыл (3 неделя)  | Выбыл (3 неделя)  |                   |                   |                   |                   |                   |
| Юлия Сахневич       |           | Выбыла            | Выбыла (2 неделя) | Выбыла (2 неделя) | Выбыла (2 неделя) | Выбыла (2 неделя) | Выбыла (2 неделя) | Выбыла (2 неделя) | Выбыла (2 неделя) | Выбыла (2 неделя) | Выбыла (2 неделя) |                   |                   |                   |                   |                   |                   |
| Константин Коваль   |           | Выбыл             | Выбыл (2 неделя)  | Выбыл (2 неделя)  | Выбыл (2 неделя)  | Выбыл (2 неделя)  | Выбыл (2 неделя)  | Выбыл (2 неделя)  | Выбыл (2 неделя)  | Выбыл (2 неделя)  | Выбыл (2 неделя)  |                   |                   |                   |                   |                   |                   |
| Адриана Костецкая   | Выбыла    | Выбыла (1 неделя) | Выбыла (1 неделя) | Выбыла (1 неделя) | Выбыла (1 неделя) | Выбыла (1 неделя) | Выбыла (1 неделя) | Выбыла (1 неделя) | Выбыла (1 неделя) | Выбыла (1 неделя) |                   |                   |                   |                   |                   |                   |                   |
| Юджин Кулаковский   | Выбыл     | Выбыл (1 неделя)  | Выбыл (1 неделя)  | Выбыл (1 неделя)  | Выбыл (1 неделя)  | Выбыл (1 неделя)  | Выбыл (1 неделя)  | Выбыл (1 неделя)  | Выбыл (1 неделя)  | Выбыл (1 неделя)  |                   |                   |                   |                   |                   |                   |                   |

## Участники 4 сезона
1. Вася Козарь, 1 место, Мукачево, 20 лет
2. Родион Фархшатов, 2 место, Стерлитамак, Россия, 21 год
3. Тисато Исикава, 3 место, Аити, Япония, 21 год
4. Галя Пеха, 4 место, Одесса, 22 года
5. Катя Белявская, Киев, 23 года
6. Сергей Поярков, Минск, Беларусь, 26 лет
7. Мария Козлова , Самара, Россия, 23 года
8. Толик Сачивко , Киев, 19 лет
9. Зоя Саганенко, Донецк, 25 лет
10. Илья Верменич, Могилев, Беларусь, 20 лет
11. Лида Соклакова, Винница, 21 год
12. Иван Дроздов, Киев, 24 года
13. Юлия Кудинова, Феодосия, 23 года
14. Виталий Савченко, Днепропетровск, 19 лет
15. Анастасия Сергеева, Камянец-Подольский, 20 лет
16. Александр Варенко, Миргород, 21 год
17. Елена Игнатьева, Киев, 22 года
18. Виталий Галкин, Санкт-Петербург, Россия, 20 лет
19. Анастасия Рычкова, Одесса, 21 год
20. Максим Бочагин, Брест, Беларусь, 21 год[6]

### Резюме
| — | Участник победил в шоу         |
| — | Участник-суперфиналист         |
| — | Участник оказался в зоне риска |
| — | Участник выбыл из шоу          |

| Василий Козарь      | Остался  | Остался           | Остался           | Остался           | Остался           | Остался           | Остался           | Остался           | 1 место           |                   |                   |                   |                   |                   |                   |                   |                   |
| Родион Фархшатов    | Остался  | Остался           | Остался           | Остался           | Остался           | Остался           | Осталась          | Остался           | 2 место           |                   |                   |                   |                   |                   |                   |                   |                   |
| Тисато Исикава      | Осталась | Осталась          | Осталась          | Осталась          | Осталась          | Осталась          | Осталась          | Осталась          | 3 место           |                   |                   |                   |                   |                   |                   |                   |                   |
| Галина Пеха         | Осталась | Осталась          | Осталась          | Осталась          | Осталась          | Осталась          | Осталась          | Осталась          | 4 место           |                   |                   |                   |                   |                   |                   |                   |                   |
| Сергей Поярков      | Остался  | Остался           | Остался           | Остался           | Остался           | Остался           | Остался           | Выбыл             | Выбыл (8 неделя)  | Выбыл (8 неделя)  | Выбыл (8 неделя)  | Выбыл (8 неделя)  | Выбыл (8 неделя)  | Выбыл (8 неделя)  | Выбыл (8 неделя)  | Выбыл (8 неделя)  | Выбыл (8 неделя)  |
| Екатерина Белявская | Осталась | Осталась          | Осталась          | Осталась          | Осталась          | Осталась          | Осталась          | Выбыла            | Выбыла (8 неделя) | Выбыла (8 неделя) | Выбыла (8 неделя) | Выбыла (8 неделя) | Выбыла (8 неделя) | Выбыла (8 неделя) | Выбыла (8 неделя) | Выбыла (8 неделя) | Выбыла (8 неделя) |
| Анатолий Сачивко    | Остался  | Остался           | Остался           | Остался           | Остался           | Остался           | Выбыл             | Выбыл (7 неделя)  | Выбыл (7 неделя)  | Выбыл (7 неделя)  | Выбыл (7 неделя)  | Выбыл (7 неделя)  | Выбыл (7 неделя)  | Выбыл (7 неделя)  | Выбыл (7 неделя)  | Выбыл (7 неделя)  |                   |
| Мария Козлова       | Осталась | Осталась          | Осталась          | Осталась          | Осталась          | Осталась          | Выбыла            | Выбыла (7 неделя) | Выбыла (7 неделя) | Выбыла (7 неделя) | Выбыла (7 неделя) | Выбыла (7 неделя) | Выбыла (7 неделя) | Выбыла (7 неделя) | Выбыла (7 неделя) | Выбыла (7 неделя) |                   |
| Илья Верменич       | Остался  | Остался           | Остался           | Остался           | Остался           | Выбыл             | Выбыл (6 неделя)  | Выбыл (6 неделя)  | Выбыл (6 неделя)  | Выбыл (6 неделя)  | Выбыл (6 неделя)  | Выбыл (6 неделя)  | Выбыл (6 неделя)  | Выбыл (6 неделя)  | Выбыл (6 неделя)  |                   |                   |
| Зоя Саганенко       | Осталась | Осталась          | Осталась          | Осталась          | Осталась          | Выбыла            | Выбыла (6 неделя) | Выбыла (6 неделя) | Выбыла (6 неделя) | Выбыла (6 неделя) | Выбыла (6 неделя) | Выбыла (6 неделя) | Выбыла (6 неделя) | Выбыла (6 неделя) | Выбыла (6 неделя) |                   |                   |
| Иван Дроздов        | Остался  | Остался           | Остался           | Остался           | Выбыл             | Выбыл (5 неделя)  | Выбыл (5 неделя)  | Выбыл (5 неделя)  | Выбыл (5 неделя)  | Выбыл (5 неделя)  | Выбыл (5 неделя)  | Выбыл (5 неделя)  | Выбыл (5 неделя)  | Выбыл (5 неделя)  |                   |                   |                   |
| Лидия Соклакова     | Осталась | Осталась          | Осталась          | Осталась          | Выбыла            | Выбыла (5 неделя) | Выбыла (5 неделя) | Выбыла (5 неделя) | Выбыла (5 неделя) | Выбыла (5 неделя) | Выбыла (5 неделя) | Выбыла (5 неделя) | Выбыла (5 неделя) | Выбыла (5 неделя) |                   |                   |                   |
| Виталий Савченко    | Остался  | Остался           | Остался           | Выбыл             | Выбыл (4 неделя)  | Выбыл (4 неделя)  | Выбыл (4 неделя)  | Выбыл (4 неделя)  | Выбыл (4 неделя)  | Выбыл (4 неделя)  | Выбыл (4 неделя)  | Выбыл (4 неделя)  | Выбыл (4 неделя)  |                   |                   |                   |                   |
| Юлия Кудинова       | Осталась | Осталась          | Осталась          | Выбыла            | Выбыла (4 неделя) | Выбыла (4 неделя) | Выбыла (4 неделя) | Выбыла (4 неделя) | Выбыла (4 неделя) | Выбыла (4 неделя) | Выбыла (4 неделя) | Выбыла (4 неделя) | Выбыла (4 неделя) |                   |                   |                   |                   |
| Александр Варенко   | Остался  | Остался           | Выбыл             | Выбыл (3 неделя)  | Выбыл (3 неделя)  | Выбыл (3 неделя)  | Выбыл (3 неделя)  | Выбыл (3 неделя)  | Выбыл (3 неделя)  | Выбыл (3 неделя)  | Выбыл (3 неделя)  | Выбыл (3 неделя)  |                   |                   |                   |                   |                   |
| Анастасия Сергеева  | Остались | Осталась          | Выбыла            | Выбыла (3 неделя) | Выбыла (3 неделя) | Выбыла (3 неделя) | Выбыла (3 неделя) | Выбыла (3 неделя) | Выбыла (3 неделя) | Выбыла (3 неделя) | Выбыла (3 неделя) | Выбыла (3 неделя) |                   |                   |                   |                   |                   |
| Виталий Галкин      | Остался  | Выбыл             | Выбыл (2 неделя)  | Выбыл (2 неделя)  | Выбыл (2 неделя)  | Выбыл (2 неделя)  | Выбыл (2 неделя)  | Выбыл (2 неделя)  | Выбыл (2 неделя)  | Выбыл (2 неделя)  | Выбыл (2 неделя)  |                   |                   |                   |                   |                   |                   |
| Елена Игнатьева     | Осталась | Выбыла            | Выбыла (2 неделя) | Выбыла (2 неделя) | Выбыла (2 неделя) | Выбыла (2 неделя) | Выбыла (2 неделя) | Выбыла (2 неделя) | Выбыла (2 неделя) | Выбыла (2 неделя) | Выбыла (2 неделя) |                   |                   |                   |                   |                   |                   |
| Максим Бочагин      | Выбыл    | Выбыл (1 неделя)  | Выбыл (1 неделя)  | Выбыл (1 неделя)  | Выбыл (1 неделя)  | Выбыл (1 неделя)  | Выбыл (1 неделя)  | Выбыл (1 неделя)  | Выбыл (1 неделя)  | Выбыл (1 неделя)  |                   |                   |                   |                   |                   |                   |                   |
| Анастасия Рычкова   | Выбыла   | Выбыла (1 неделя) | Выбыла (1 неделя) | Выбыла (1 неделя) | Выбыла (1 неделя) | Выбыла (1 неделя) | Выбыла (1 неделя) | Выбыла (1 неделя) | Выбыла (1 неделя) | Выбыла (1 неделя) |                   |                   |                   |                   |                   |                   |                   |

## Участники «Битвы сезонов»
Первый сезон «Танцуют все!» (Куратор — Алексей Литвинов)
1. Александр Останин и Тоня Руденко — покинули проект (12 место)
2. Евгений Кот и Мариам Туркменбаева — победители шоу «Танцуют все. Возвращение героев»
3. Николай Бойченко и Даша Маликова — покинули проект (10 место)

Второй сезон «Танцуют все!» (Куратор— Татьяна Денисова)
1. Евгений Карякин и Наталья Лигай — покинули проект (4 место)
2. Сергей Змеек и Екатерина Бухтиярова — покинули проект (11 место)
3. Роман Дмитрик и Илона Гвоздева — покинули проект (3 место)

Третий сезон «Танцуют все!» (Куратор — Влад Яма)
1. Александр Геращенко и Марта Жир — покинули проект (5 место)
2. Тони Киба и Анжела Карасева — покинули проект (7 место)
3. Евгений Панченко и Елена Пуль — покинули проект (9 место)

Четвертый сезон «Танцуют все!» (Куратор — Франциско Гомес)
1. Вася Козарь и Катя Белявская — покинули проект (2 место)
2. Илья Верменич и Тисато Исикава — покинули проект (8 место)
3. Анатолий Сачивко и Галина Пеха[7] — покинули проект (6 место)

### Резюме
| — | Пара-победитель                                        |
| — | Пара-суперфиналист                                     |
| — | Пара набрала недостаточно голосов и попала в номинацию |
| — | Пара вышла с шоу                                       |

|                   | 1 неделя | 2 неделя | 3 неделя          | 4 неделя          | 5 неделя          | 6 неделя          | 7 неделя          | 8 неделя          | 9 неделя          | Финал             | Финал             |
| 10 неделя         | 1 неделя | 2 неделя | 3 неделя          | 4 неделя          | 5 неделя          | 6 неделя          | 7 неделя          | 8 неделя          | 9 неделя          | 11 неделя         |                   |
| ----------------- | -------- | -------- | ----------------- | ----------------- | ----------------- | ----------------- | ----------------- | ----------------- | ----------------- | ----------------- | ----------------- |
| Кот/Туркменбаева  | Остались | Остались | Остались          | Остались          | Остались          | Остались          | Остались          | Остались          | Остались          | Остались          | 1 место           |
| Козарь/Белявская  | Остались | Остались | Остались          | Остались          | Остались          | Остались          | Остались          | Остались          | Остались          | Осталось          | 2 место           |
| Дмитрик/Гвоздёва  | Остались | Остались | Остались          | Остались          | Остались          | Остались          | Остались          | Остались          | Остались          | Остались          | 3 место           |
| Карякин/Лигай     | Остались | Остались | Остались          | Остались          | Остались          | Остались          | Остались          | Остались          | Остались          | Выбыли            | Выбыли (Финал)    |
| Геращенко/Жир     | Остались | Остались | Остались          | Остались          | Остались          | Остались          | Остались          | Остались          | Выбыли            | Выбыли (9 неделя) | Выбыли (9 неделя) |
| Сачивко/Пеха      | Остались | Остались | Остались          | Остались          | Остались          | Остались          | Остались          | Выбыли            | Выбыла (8 неделя) | Выбыла (8 неделя) | Выбыла (8 неделя) |
| Киба/Карасёва     | Остались | Остались | Остались          | Остались          | прошли            | Остались          | Выбыли            | Выбыли (7 неделя) | Выбыли (7 неделя) | Выбыли (7 неделя) | Выбыли (7 неделя) |
| Верменич/Исикава  | Остались | Остались | Остались          | Остались          | Остались          | Выбыли            | Выбыли (6 неделя) | Выбыли (6 неделя) | Выбыли (6 неделя) | Выбыли (6 неделя) | Выбыли (6 неделя) |
| Панченко/Пуль     | Остались | Остались | Остались          | Остались          | Выбыли            | Выбыла (5 неделя) | Выбыла (5 неделя) | Выбыла (5 неделя) | Выбыла (5 неделя) | Выбыла (5 неделя) | Выбыла (5 неделя) |
| Бойченко/Маликова | Остались | Остались | Остались          | Выбыли            | Выбыли (4 неделя) | Выбыли (4 неделя) | Выбыли (4 неделя) | Выбыли (4 неделя) | Выбыли (4 неделя) | Выбыли (4 неделя) | Выбыли (4 неделя) |
| Змеёк/Бухтиярова  | Остались | Остались | Выбыли            | Выбыли (3 неделя) | Выбыли (3 неделя) | Выбыли (3 неделя) | Выбыли (3 неделя) | Выбыли (3 неделя) | Выбыли (3 неделя) | Выбыли (3 неделя) | Выбыли (3 неделя) |
| Останин/Руденко   | Остались | Выбыли   | Выбыли (2 неделя) | Выбыли (2 неделя) | Выбыли (2 неделя) | Выбыли (2 неделя) | Выбыли (2 неделя) | Выбыли (2 неделя) | Выбыли (2 неделя) | Выбыли (2 неделя) | Выбыли (2 неделя) |

## Участники 5-го сезона
- 1 место — Ильдар Тагиров, 18 лет, Йошкар-Ола, Россия
- 2 место — Ольга Шаповалова, 25 лет, Минск, Беларусь
- 3 место — Антон Рыбальченко, 22 года, Мариуполь, Украина
- 4 место — Александр Волков, 26 лет, Санкт-Петербург, Россия
- 5-6 место — Анна Единак, 18 лет, Киев, Украина
- 5-6 место — Данила Ситников, 28 лет, Москва, Россия
- 7-8 место — Дмитрий Чопенко, 19 лет, Москва, Россия
- 7-8 место — Светлана Камбур, 20 лет, Сергиев Посад, Россия
- 9-10 место — Никита Василенко, 19 лет, Киев, Украина
- 9-10 место — Полина Бокова, 26 лет, Киев, Украина
- 11-12 место — Алексей Кучеренко, 21 год, Киев, Украина
- 11-12 место — Анжелика Николаева, 18 лет, Днепропетровск, Украина
- 13 место — Татьяна Данилевская, 25 лет, Мурманск, Россия
- 14 место — Алиса Зайцева, 24 года, Киев, Украина
- 15-16 место — Артём Шошин, 20 лет, Луцк, Украина
- 15-16 место — Софья Чаудхари, 20 лет, Москва, Россия
- 17-18 место — Влад Корсуненко, 18 лет, Ивано-Франковск, Украина
- 17-18 место — Соня Геворкян, 25 лет, Москва, Россия
- 19-20 место — Юлиан Цуркану, 23 года, Кишинёв, Молдова
- 19-20 место — Екатерина Губская, 23 года, Харьков, Украина
- 21-22 место — Евгений Рогозенко, 29 лет, Днепропетровск, Украина
- 21-22 место — Жанна Терентьева, 20 лет, Новая Каховка, Украина

### Резюме
| — | Участник победил в шоу         |
| — | Участник-суперфиналист         |
| — | Участник оказался в зоне риска |
| — | Участник отказался от участия  |
| — | Участник выбыл из шоу          |

| Ильдар Тагиров     | Остался  | Остался  | Остался           | Остался           | Остался           | Остался           | Остался           | Остался           | Остался           | 1 место           |                   |                   |                   |                   |                   |                   |                   |                |
| Ольга Шаповалова   | Осталась | Осталась | Осталась          | Осталась          | Осталась          | Осталась          | Осталась          | Осталась          | Осталась          | 2 место           |                   |                   |                   |                   |                   |                   |                   |                |
| Антон Рыбальченко  | Остался  | Остался  | Остался           | Остался           | Остался           | Остался           | Остался           | Остался           | Остался           | 3 место           |                   |                   |                   |                   |                   |                   |                   |                |
| Александр Волков   | Остался  | Остался  | Остался           | Остался           | Остался           | Остался           | Остался           | Остался           | Остался           | 4 место           |                   |                   |                   |                   |                   |                   |                   |                |
| Даниил Сытников    | Остался  | Остался  | Остался           | Остался           | Остался           | Остался           | Остался           | Остался           | Выбыл             | Выбыл (Финал)     | Выбыл (Финал)     | Выбыл (Финал)     | Выбыл (Финал)     | Выбыл (Финал)     | Выбыл (Финал)     | Выбыл (Финал)     | Выбыл (Финал)     | Выбыл (Финал)  |
| Анна Единак        | Осталась | Осталась | Осталась          | Осталась          | Осталась          | Осталась          | Осталась          | Осталась          | Выбыла            | Выбыла (Финал)    | Выбыла (Финал)    | Выбыла (Финал)    | Выбыла (Финал)    | Выбыла (Финал)    | Выбыла (Финал)    | Выбыла (Финал)    | Выбыла (Финал)    | Выбыла (Финал) |
| Дмитрий Чопенко    | Остался  | Остался  | Остался           | Остался           | Остался           | Остался           | Остался           | Выбыл             | Выбыл (8 неделя)  | Выбыл (8 неделя)  | Выбыл (8 неделя)  | Выбыл (8 неделя)  | Выбыл (8 неделя)  | Выбыл (8 неделя)  | Выбыл (8 неделя)  | Выбыл (8 неделя)  | Выбыл (8 неделя)  |                |
| Светлана Камбур    | Осталась | Осталась | Осталась          | Осталась          | Осталась          | Осталась          | Осталась          | Выбыла            | Выбыла (8 неделя) | Выбыла (8 неделя) | Выбыла (8 неделя) | Выбыла (8 неделя) | Выбыла (8 неделя) | Выбыла (8 неделя) | Выбыла (8 неделя) | Выбыла (8 неделя) | Выбыла (8 неделя) |                |
| Никита Василенко   | Остался  | Остался  | Остался           | Остался           | Остался           | Остался           | Выбыл             | Выбыл (7 неделя)  | Выбыл (7 неделя)  | Выбыл (7 неделя)  | Выбыл (7 неделя)  | Выбыл (7 неделя)  | Выбыл (7 неделя)  | Выбыл (7 неделя)  | Выбыл (7 неделя)  | Выбыл (7 неделя)  |                   |                |
| Полина Бокова      | Осталась | Осталась | Выбыла            | Осталась          | Осталась          | Осталась          | Выбыла            | Выбыла (7 неделя) | Выбыла (7 неделя) | Выбыла (7 неделя) | Выбыла (7 неделя) | Выбыла (7 неделя) | Выбыла (7 неделя) | Выбыла (7 неделя) | Выбыла (7 неделя) | Выбыла (7 неделя) |                   |                |
| Алексей Кучеренко  | Остался  | Остался  | Остался           | Остался           | Остался           | Выбыл             | Выбыл (6 неделя)  | Выбыл (6 неделя)  | Выбыл (6 неделя)  | Выбыл (6 неделя)  | Выбыл (6 неделя)  | Выбыл (6 неделя)  | Выбыл (6 неделя)  | Выбыл (6 неделя)  | Выбыл (6 неделя)  |                   |                   |                |
| Анжелика Николаева | Осталась | Осталась | Осталась          | Осталась          | Осталась          | Выбыла            | Выбыла (6 неделя) | Выбыла (6 неделя) | Выбыла (6 неделя) | Выбыла (6 неделя) | Выбыла (6 неделя) | Выбыла (6 неделя) | Выбыла (6 неделя) | Выбыла (6 неделя) | Выбыла (6 неделя) |                   |                   |                |
| Таня Данилевская   | Осталась | Осталась | Осталась          | Осталась          | Осталась          | Выбыла            | Выбыла (6 неделя) | Выбыла (6 неделя) | Выбыла (6 неделя) | Выбыла (6 неделя) | Выбыла (6 неделя) | Выбыла (6 неделя) | Выбыла (6 неделя) | Выбыла (6 неделя) | Выбыла (6 неделя) |                   |                   |                |
| Алиса Зайцева      | Осталась | Осталась | Осталась          | Осталась          | Осталась          | Выбыла            | Выбыла (6 неделя) | Выбыла (6 неделя) | Выбыла (6 неделя) | Выбыла (6 неделя) | Выбыла (6 неделя) | Выбыла (6 неделя) | Выбыла (6 неделя) | Выбыла (6 неделя) | Выбыла (6 неделя) |                   |                   |                |
| Артём Шошин        | Остался  | Остался  | Остался           | Остался           | Выбыл             | Выбыл (5 неделя)  | Выбыл (5 неделя)  | Выбыл (5 неделя)  | Выбыл (5 неделя)  | Выбыл (5 неделя)  | Выбыл (5 неделя)  | Выбыл (5 неделя)  | Выбыл (5 неделя)  | Выбыл (5 неделя)  |                   |                   |                   |                |
| Софья Чаудхари     | Осталась | Осталась | Осталась          | Осталась          | Выбыла            | Выбыла (5 неделя) | Выбыла (5 неделя) | Выбыла (5 неделя) | Выбыла (5 неделя) | Выбыла (5 неделя) | Выбыла (5 неделя) | Выбыла (5 неделя) | Выбыла (5 неделя) | Выбыла (5 неделя) |                   |                   |                   |                |
| Влад Корсуненко    | Остался  | Остался  | Остался           | Выбыл             | Выбыл (4 неделя)  | Выбыл (4 неделя)  | Выбыл (4 неделя)  | Выбыл (4 неделя)  | Выбыл (4 неделя)  | Выбыл (4 неделя)  | Выбыл (4 неделя)  | Выбыл (4 неделя)  | Выбыл (4 неделя)  |                   |                   |                   |                   |                |
| Соня Геворкян      | Осталась | Осталась | Осталась          | Выбыла            | Выбыла (4 неделя) | Выбыла (4 неделя) | Выбыла (4 неделя) | Выбыла (4 неделя) | Выбыла (4 неделя) | Выбыла (4 неделя) | Выбыла (4 неделя) | Выбыла (4 неделя) | Выбыла (4 неделя) |                   |                   |                   |                   |                |
| Юлиан Цуркану      | Остался  | Остался  | Выбыл             | Выбыл (3 неделя)  | Выбыл (3 неделя)  | Выбыл (3 неделя)  | Выбыл (3 неделя)  | Выбыл (3 неделя)  | Выбыл (3 неделя)  | Выбыл (3 неделя)  | Выбыл (3 неделя)  | Выбыл (3 неделя)  |                   |                   |                   |                   |                   |                |
| Екатерина Губская  | Осталась | Осталась | Осталась          | Выбыла            | Выбыла (3 неделя) | Выбыла (3 неделя) | Выбыла (3 неделя) | Выбыла (3 неделя) | Выбыла (3 неделя) | Выбыла (3 неделя) | Выбыла (3 неделя) | Выбыла (3 неделя) | Выбыла (3 неделя) |                   |                   |                   |                   |                |
| Евгений Рогозенко  | Остался  | Выбыл    | Выбыл (2 неделя)  | Выбыл (2 неделя)  | Выбыл (2 неделя)  | Выбыл (2 неделя)  | Выбыл (2 неделя)  | Выбыл (2 неделя)  | Выбыл (2 неделя)  | Выбыл (2 неделя)  | Выбыл (2 неделя)  |                   |                   |                   |                   |                   |                   |                |
| Жанна Терентьева   | Осталась | Выбыла   | Выбыла (2 неделя) | Выбыла (2 неделя) | Выбыла (2 неделя) | Выбыла (2 неделя) | Выбыла (2 неделя) | Выбыла (2 неделя) | Выбыла (2 неделя) | Выбыла (2 неделя) | Выбыла (2 неделя) |                   |                   |                   |                   |                   |                   |                |

## 6 сезон
|                        | 1 неделя           | 2 неделя           | 3 неделя              | 4 неделя           | 5 неделя          | 6 неделя           | 7 неделя | финал   |
| ---------------------- | ------------------ | ------------------ | --------------------- | ------------------ | ----------------- | ------------------ | -------- | ------- |
| Владимир Раков         | остался            | остался            | остался               | остался            | остался           | остался            | остался  | 1 место |
| Яна Заец               | осталась           | осталась           | осталась              | осталась           | осталась          | осталась           | осталась | 2 место |
| Дмитрий Щебет          | остался            | остался            | остался               | остался            | попал в номинацию | остался            | остался  | 3 место |
| Никита Кравченко       | остался            | остался            | остался               | остался            | остался           | остался            | остался  | 4 место |
| Елена Головань         | осталась           | осталась           | осталась              | осталась           | осталась          | попала в номинацию | выбыла   |         |
| Алиса Доценко          | осталась           | осталась           | осталась              | осталась           | осталась          | попала в номинацию | выбыла   |         |
| Илья Кисельников       | остался            | попал в номинацию  | остался               | попал в номинацию  | остался           | выбыл              |          |         |
| Александр Семенов      | попал в номинацию  | остался            | остался               | попал в номинацию  | попал в номинацию | выбыл              |          |         |
| Ирина Крейдина         | осталась           | попала в номинацию | осталась              | попала в номинацию | выбыла            |                    |          |         |
| Олег Клевакин          | остался            | попал в номинацию  | остался               | попал в номинацию  | выбыл             |                    |          |         |
| Андрей Калугин         | попал в номинацию  | остался            | остался               | выбыл              |                   |                    |          |         |
| Валерия Фефилова       | попала в номинацию | попала в номинацию | осталась              | выбыла             |                   |                    |          |         |
| Анастасия Колесниченко | осталась           | осталась           | выбыла после сольника |                    |                   |                    |          |         |
| Антон Пануфник         | остался            | попал в номинацию  | выбыл после сольника  |                    |                   |                    |          |         |
| Дмитрий Олейников      | остался            | остался            | выбыл после дуэтов    |                    |                   |                    |          |         |
| Экгерт Серен Номм      | попал в номинацию  | попал в номинацию  | выбыл после дуэтов    |                    |                   |                    |          |         |
| Анастасия Яворская     | попала в номинацию | осталась           | выбыла после дуэтов   |                    |                   |                    |          |         |
| Ольга Трегуб           | осталась           | осталась           | выбыла после дуэтов   |                    |                   |                    |          |         |
| Юлия Лад               | осталась           | осталась           | выбыла после баттлов  |                    |                   |                    |          |         |
| Елизавета Осипещева    | попала в номинацию | осталась           | выбыла после баттлов  |                    |                   |                    |          |         |
| Сергей Авакян          | выбыл              |                    |                       |                    |                   |                    |          |         |
| Ульяна Головий         | выбыла             |                    |                       |                    |                   |                    |          |         |

## 7 сезон
|                     | 1 неделя           | 2 неделя           | 3 неделя           | 4 неделя | 5 неделя | 6 неделя | 7 неделя | 8 неделя |
| ------------------- | ------------------ | ------------------ | ------------------ | -------- | -------- | -------- | -------- | -------- |
| Даниель Сибилли     | остался            | остался            | остался            | остался  | остался  | остался  | остался  | 1 место  |
| Дмитрий Масленников | остался            | остался            | остался            | остался  | остался  | остался  | остался  | 2 место  |
| Екатерина Клишина   | попала в номинацию | попала в номинацию | осталась           | осталась | осталась | осталась | осталась | 3 место  |
| Анна Николенко      | осталась           | осталась           | осталась           | осталась | осталась | осталась | осталась | 4 место  |
| Илья Падзина        | остался            | остался            | остался            | остался  | остался  | остался  | выбыл    |          |
| Яна Абраимова       | осталась           | осталась           | осталась           | осталась | осталась | осталась | выбыла   |          |
| Борис Шипулин       | остался            | остался            | остался            | остался  | остался  | выбыл    |          |          |
| Надежда Апполонова  | осталась           | осталась           | попала в номинацию | осталась | осталась | выбыла   |          |          |
| Олег Татаринов      | остался            | попал в номинацию  | попал в номинацию  | остался  | остался  | выбыл    |          |          |
| Елена Белоконь      | осталась           | осталась           | осталась           | осталась | осталась | выбыла   |          |          |
| Виталий Новиков     | остался            | попал в номинацию  | остался            | остался  | выбыл    |          |          |          |
| Юлиана Дякив        | осталась           | попала в номинацию | осталась           | осталась | выбыла   |          |          |          |
| Наталья Печерная    | осталась           | попала в номинацию | попала в номинацию | выбыла   |          |          |          |          |
| Алена Ануфриева     | осталась           | осталась           | осталась           | выбыла   |          |          |          |          |
| Мишель              | остался            | попал в номинацию  | остался            | выбыл    |          |          |          |          |
| Назар Грабарь       | попал в номинацию  | остался            | попал в номинацию  | выбыл    |          |          |          |          |
| Анна Левченко       | попала в номинацию | осталась           | выбыла             |          |          |          |          |          |
| Александр Альшанов  | попал в номинацию  | остался            | выбыл              |          |          |          |          |          |
| Марта Брижан        | осталась           | выбыла             |                    |          |          |          |          |          |
| Сергей Осирный      | попал в номинацию  | выбыл              |                    |          |          |          |          |          |
| Сергей Другов       | выбыл              |                    |                    |          |          |          |          |          |
| Катя Барвинская     | выбыла             |                    |                    |          |          |          |          |          |

## Победители

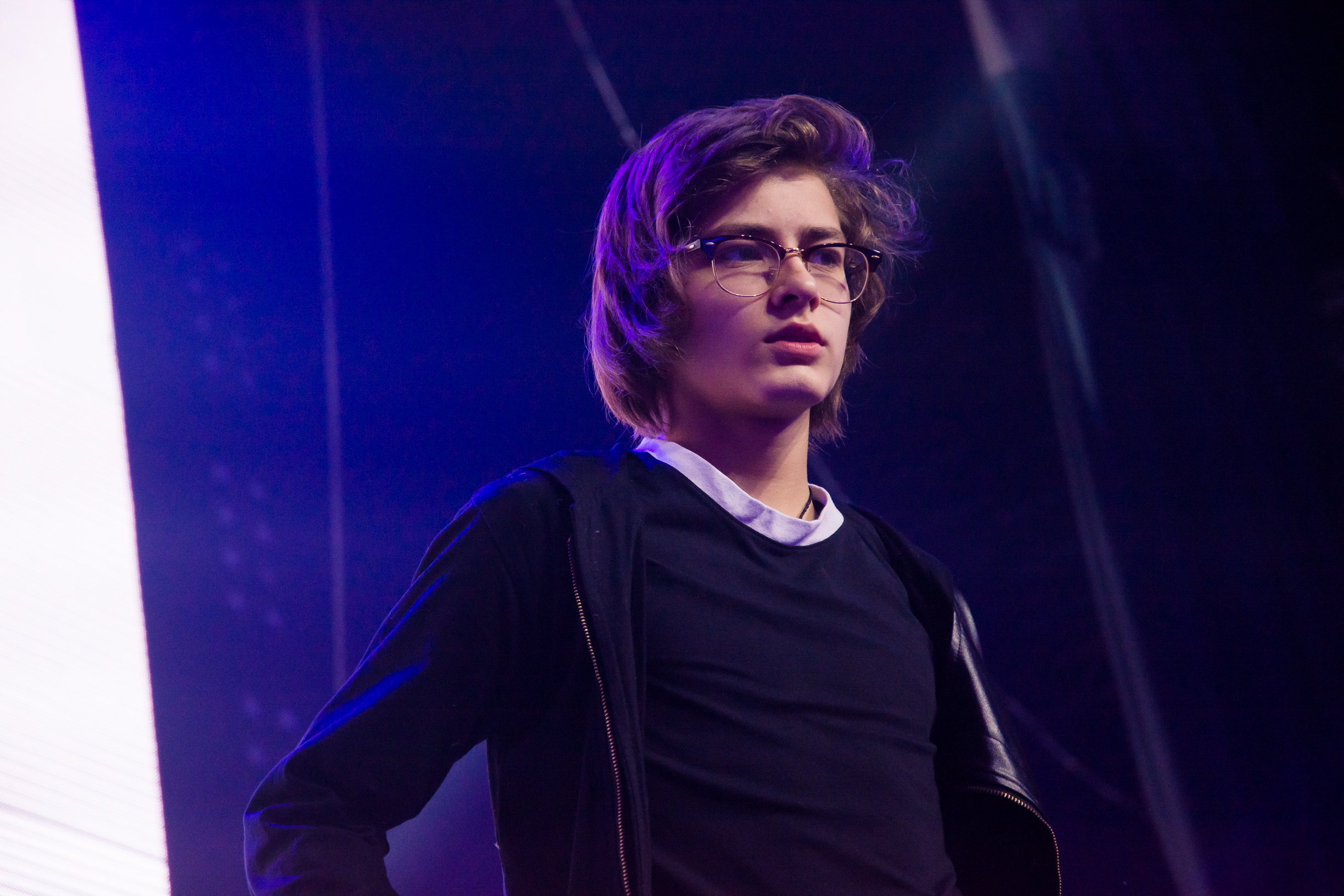
Ильдар Гайнутдинов, победитель 8 сезона

- 2008 г. 1-й сезон — Александр Останин
- 2009 г. 2-й сезон — Наталья Лигай
- 2010 г. 3-й сезон — Александр Геращенко
- 2011 г. 4-й сезон — Василий Козарь
- 2008 г. — 2012 г. битва сезонов — Евгений Кот и Мариам Туркменбаева
- 2012 г. 5-й сезон — Ильдар Тагиров
- 2013 г. 6-й сезон — Владимир Раков
- 2014 г. 7-й сезон — Даниель Сибилли
- 2015 г. 8-й сезон — Ильдар Гайнутдинов
- 2016 г. 9-й сезон — Михай Унгуряну

## Финалисты
- 1 сезон — Александр Лещенко, Мариам Туркменбаева, Наталья Кротова
- 2 сезон — Екатерина Бухтиярова, Евгений Карякин, Сергей Змеек
- 3 сезон — Никита Ерёмин, Анна Тесля, Анжела Карасёва
- 4 сезон — Родион Фархшатов, Тисато Исикава, Галина Пеха
- Возвращение Героев — Екатерина Белявская и Василий Козарь, Илона Гвоздева и Роман Дмитрик
- 5 сезон — Ольга Шаповалова, Антон Рыбальченко, Александр Волков
- 6 сезон — Яна Заяц, Дмитрий Щебет, Никита Кравченко
- 7 сезон — Дмитрий Масленников, Анна Николенко, Екатерина Клишина
- 8 сезон — Илья Чижик, Элина Антонова, Анна Коростелева
- 9 сезон- Владислав Курочка, Владислав Литвиненко, Богдан Урхов, Михай Унгуряну , Ева Уварова , Андрей Кириллин , Айхан Шинжин , Богдан Урхов Илона Федорко